# Куллу
Куллу — административный центр округа Куллу, в индийском штате Химачал-Прадеш. Расположен на берегах реки Беас в долине Куллу приблизительно в десяти километрах к северу от аэропорта Бхунтар.

## Демография
на 2011 год население Куллу составляло 18306 человек; мужчины — 54 %, женщины — 46 %. Средний уровень грамотности — 81 %, это выше чем общенациональный уровень в 59,5 %. Уровень мужской грамотности — 84 %, женской — 77 %. В городе Куллу дети до 6 лет составляют 6 % населения.

## География
Куллу расположен на высоте 1220 метров. Он лежит на берегу реки Беас. Главный приток, Сарвари, ведёт на запад в малоизученную и более крутую долину Луг. На востоке от Куллу лежит широкий гористый хребет с сельскими храмами Биджи Махадев, Горный Наг и Пуид. За хребтом лежит долина Маникарана на реке Парвати, которая впадает в Беас в Бхунтаре. Исторически Куллу имел доступы из Шимлы через долину Сирадж и через перевалы на западе, ведущие в Джогиндернагар и в район Кангра. К северу находится известный город Манали, недалеко от которого через перевал Рохтанг можно попасть в долину Лахул и Спити. При подъёме на наветренную сторону хребтов можно увидеть необычную смену климата, и попасть на подветренные и более сухие плато к северу от Манали.